# جايسون كايزر
جايسون كايزر (بالإنجليزية: Jason Kaiser)‏ هو لاعب كرة قدم أمريكية أمريكي، ولد في 9 نوفمبر 1973.

## روابط خارجية
- جايسون كايزر على موقع مرجع كرة القدم المحترفة.كوم (الإنجليزية)